# Фасторф
Фасторф (нім. Vastorf) — громада в Німеччині, розташована в землі Нижня Саксонія. Входить до складу району Люнебург. Складова частина об'єднання громад Остгайде.
Площа — 21,85 км2. Населення становить 840 ос. (станом на 31 грудня 2021). До складу громади входять села (райони): Ґіфкендорф, Рошторф, Фасторф та Фольксторф.